# Aladdin (film fra 2019)
 For alternative betydninger, se Aladdin (flertydig). (Se også artikler, som begynder med Aladdin)
Aladdin er en amerikansk film fra 2019 instrueret af Guy Ritchie. Filmen er baseret på Disneys animationsfilm Aladdin fra 1992.